# Boys in the Sand
Boys in the Sand (Chicos en la arena) es una película pornográfica gay estadounidense de referencia estrenada en los inicios de la Edad de Oro del porno. La película, de 1971, fue dirigida por Wakefield Poole y protagonizada por Casey Donovan. Boys in the Sand fue la primera película porno gay en incluir créditos, conseguir éxito, ser criticada por Variety y una de las primeras  películas porno, después de Blue Movie (1969) de Andy Warhol, en ganar credibilidad entre la cultura de masas, casi un año antes del film Garganta profunda (1972).
Producida con un presupuesto de 8000 dólares, la película es una colección suelta de tres partes que representan las aventuras sexuales de Donovan en una playa turística gay. Promovida por Poole con una campaña publicitaria sin precedentes para un film pornográfico, Boys in the Sand se estrenó en Nueva York en 1971 y fue un éxito crítico y comercial inmediato. La película supuso para Donovan el reconocimiento internacional. En 1986 se estrenó una secuela, Boys in the Sand II, pero no fue capaz de igualar el éxito del original.
El título de la película es una referencia paródica de la obra y la película The Boys in the Band de Mart Crowley.